# Só pra Contrariar (álbum de 1993)
Só pra Contrariar é o primeiro álbum de estúdio do grupo de pagode Só pra Contrariar. Lançado em 1993 atingiu ótimas vendas graças ao sucesso de faixas como "Que Se Chama Amor" um samba romântico, "Domingo", "Out Door" e "A Barata" um pagode de duplo sentido. Vendeu mais de 500 mil cópias. 

## Faixas
| N.º | Título                       | Duração |  |
| 1.  | "Que Se Chama Amor"          | 04:02   |  |
| 2.  | "Go Back"                    | 03:15   |  |
| 3.  | "Out Door"                   | 03:51   |  |
| 4.  | "Um Dia De Domingo"          | 03:21   |  |
| 5.  | "Uma Linda História De Amor" | 03:08   |  |
| 6.  | "Profunda Saudade"           | 03:02   |  |
| 7.  | "Você"                       | 02:03   |  |
| 8.  | "A Barata"                   | 03:13   |  |
| 9.  | "Retratos E Canções"         | 02:57   |  |
| 10. | "Domingo"                    | 04:18   |  |
| 11. | "Eu Me Rendo"                | 03:29   |  |
| 12. | "Linda"                      | 03:53   |  |

## Creditos
- Alexandre Pires - Violão, Cavaquinho e Vocais Principais
- Fernando Pires - Bateria, Vocais
- Luiz Fernando - Pandeiro, Vocais
- Luiz Vital - Baixo, Vocais
- Alexandre Popó - Surdo
- Serginho Sales - Teclado
- Hamilton Faria - Saxofone
- Rogério - Tantã / Vocais
- Juliano Pires - Percussão

### Agradecimentos
"Agradecemos aos nossos pais, ao público que sempre nos prestigiou e especialmente à Espaço Livre que nos concedeu a realização desse trabalho"